# Okres Banská Štiavnica
Okres Banská Štiavnica je jedním z okresů Slovenska. Leží v Banskobystrickém kraji, v jeho západní části. Na severu hraničí s okresem Žarnovica, Žiar nad Hronom a Zvolen, na jihu s okresem Krupina a Levice.